# ليزلي إيرل روبرتسون
ليزلي إيرل روبرتسون (بالإنجليزية: Leslie E. Robertson)‏ هو مهندس ومصمم إنشائي أمريكي، ولد في 12 فبراير 1928 في كاليفورنيا في الولايات المتحدة.